# 유로파 (1991년 영화)
《유로파》(Europa 또는 Zentropa)는 1991년 개봉한 드라마 영화이다. 라르스 폰 트리어가 감독과 공동각본을 맡았다, 그의 유로파 삼부작 중 마지막 작품이다. 1991 칸 영화제 심사위원상 수상작이다.

## 출연

### 주연
- 쟝 마르 바
- 바바라 수코바
- 우도 키에르
- 언스트-휴고 재어거드
- 에릭 모크

### 조연
- 막스 폰 시도우

## 기타
- 의상: 마농 라스무센